# Stadio Tecnologico
Lo stadio Tecnologico (in spagnolo Estadio Tecnológico) è stato uno stadio di Monterrey, in Messico. Ospitava le partite casalinghe del Club de Fútbol Monterrey. Ha ospitato quattro partite della prima fase del campionato mondiale di calcio 1986 e tutti gli incontri del campionato mondiale universitario di football americano 2016.
Fu demolito nel 2017 e al suo posto fu costruito lo stadio Borregos utilizzato principalmente per il football americano, mentre il Monterrey si trasferiva dal 2015 nel moderno Stadio BBVA Bancomer.

## Partite giocate durante il Mondiale di calcio 1986
- Portogallo -  Inghilterra 1-0 (gruppo F) il 3 giugno
- Inghilterra -  Marocco 0-0 (gruppo F) il 6 giugno
- Inghilterra -  Polonia 3-0 (Gruppo F) l'11 giugno
- Algeria -  Spagna 0-3 (gruppo D) il 12 giugno

## Mondiale universitario di football americano 2016
- Giappone -  Guatemala 72-0 il 2 giugno
- Cina -  Messico 0-74 il 2 giugno
- Stati Uniti -  Cina 55-0 il 4 giugno
- Guatemala -  Messico 0-63 il 5 giugno
- Giappone -  Stati Uniti 14-22 il 6 giugno
- Guatemala -  Cina 0-3 il 7 giugno
- Messico -  Giappone 36-3 l'8 giugno
- Stati Uniti -  Guatemala 61-0 il 9 giugno
- Giappone -  Cina 72-0 il 10 giugno
- Messico -  Stati Uniti 35-7 l'11 giugno